# Cucujiformia
Los cucujiformes (Cucujiformia) son un infraorden de coleópteros polífagos que incluye especies que en su gran mayoría son comedoras de plantas, incluyendo hojas, semillas, polen, madera, detritos, etc.

## Taxonomía
El infraorden contiene seis superfamilias:
- Superfamilia Chrysomeloidea (4 familias)
- Superfamilia Cleroidea (8 familias)
- Superfamilia Cucujoidea (31 familias)
- Superfamilia Curculionoidea (8 familias)
- Superfamilia Lymexyloidea (1 familia)
- Superfamilia Tenebrionoidea (30 familias)

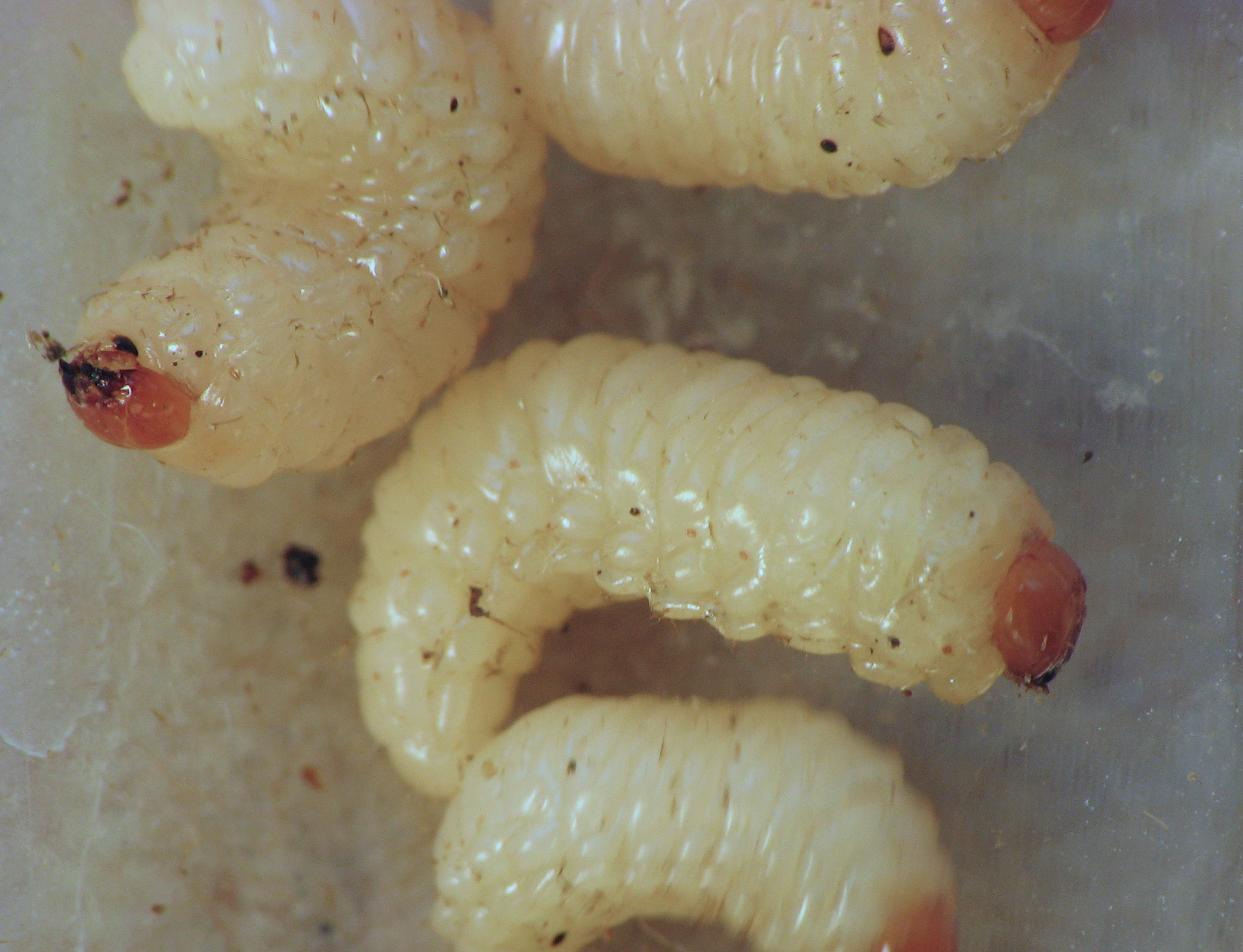
Larvas de Curculio